# Nactus eboracensis
Nactus eboracensis là một loài thằn lằn trong họ Gekkonidae. Loài này được Macleay mô tả khoa học đầu tiên năm 1877.